# Marek Čech (fotbalist slovac)
Marek Čech (n. 26 ianuarie 1983, Trebišov, Eastern Slovakia⁠(d), Cehoslovacia) este un fost fotbalist slovac. El a jucat în principal pe postul de fundaș dreapta, dar a mai fost folosit ca extremă.

## Cariera
Čech a jucat  pentru Inter Bratislava, Sparta Praga și Porto. În timp ce se afla la Porto, în sezonul 2005-2006, a făcut parte din echipa care a câștigat Primeira Liga și Taça de Portugal. De asemenea, a jucat pentru echipa națională a Slovaciei și a fost titular la UEFA Euro 2008.
La 15 iulie 2008, Čech a semnat cu echipa  West Bromwich Albion din Premier League pentru 1,4  milioane de lire sterline. El și-a făcut debutul în luna următoare, jucând ca mijlocaș într-o înfrângere cu 1-0 suferită în fața lui Arsenal în meciul de deschidere al sezonului de Premier League 200820-09. Antrenorul de atunci al lui West Brom, Tony Mowbray, a spus că Čech este un „model de profesionalism” și că l-a adus pentru a-i crea concurență fundașului stânga Paul Robinson. Cu toate acestea, Čech nu a reușit să devină titular, jucând în doar 11 meciuri pe tot parcursul sezonului. După plecarea lui Mowbray și vânzarea lui Robinson, Čech a devenit titular în echipa gândită de Roberto Di Matteo. El a înscris primele două goluri pentru West Brom într-o victorie de 3-1 pe Plymouth Argyle la 12 septembrie 2009. În mai 2011, Čech a semnat un contract pe un an cu West Brom, împreună cu coechipierul Roman Bednář.

### Trabzonspor
La 31 august 2011, s-a confirmat faptul că Čech a semnat cu clubul turc de Süper Lig Trabzonspor. El a semnat un contract pe trei ani în valoare de 1 milion de euro pe an.